# Pala (Estonie)
Pour les articles homonymes, voir Pala.
La commune de Pala (en estonien : Pala vald) est une municipalité rurale  d'Estonie située dans le Comté de Jõgeva. Elle s'étend sur 156,7 km2

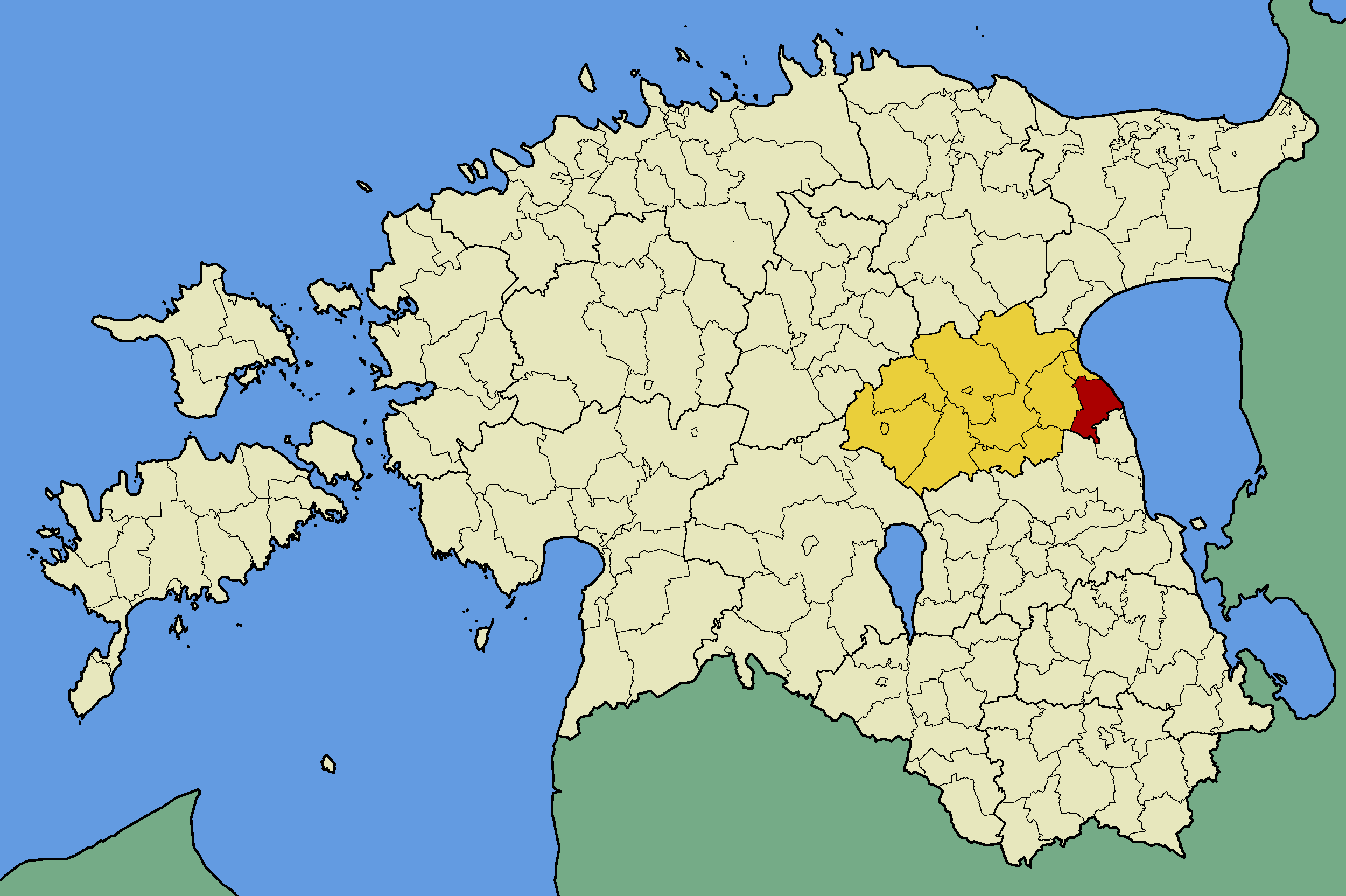
Commune de Pala (rouge)
dans le Comté de Jõgeva (jaune).

et a 1 223 habitants(01.01.2012).

## Municipalité
La municipalité comprend 23 villages:

### Villages
Assikvere, Haavakivi, Kadrina, Kirtsi, Kodavere, Kokanurga, Lümati, Metsanurga, Moku, Nõva, Pala, Perametsa, Piibumäe, Piirivarbe, Punikvere, Raatvere, Ranna, Sassukvere, Sõõru, Sääritsa, Tagumaa, Vea, Äteniidi.